# Opólie
Opólie (en rus: Ополье) és un poble de l'óblast de Vladímir, a Rússia, segons el cens del 2010 tenia 736 habitants. Pertany al districte municipal de Iúriev-Polski.